# Palacio Lapido
Palacio Lapido o Palacio de la Tribuna Popular es un edificio ubicado en el Centro de la ciudad de Montevideo, en el número 948/950 de la Avenida 18 de Julio, en la esquina de la calle W. Ferreira Aldunate. Desde 1989 está catalogado como Monumento Histórico Nacional. Debe su nombre a que fue la sede del diario vespertino La Tribuna Popular.

## Características
El edificio Lapido es una de las primeras obras importantes de arquitectura moderna en el Uruguay. El proyecto es de 1929; en 1930 comenzaron los trabajos que terminaron en 1933.
Fue "uno de los primeros edificios austeros de formas, puros y de una encomiable modernidad que tuvo Montevideo hacia 1930. En su tiempo debe haber causado asombro esa masa blanca, entera, con una repetición de balcones macizos, iguales y superpuestos, como motivo plástico esencial. El edificio Lapido tiene algo más de una docena de pisos y es muy regular hasta las partes más altas, en que se producen retiros y modificaciones que dan lugar a un juego de volúmenes más pequeños, culminación animada cuya finalidad fue, seguramente, evitar un recorte neto de las formas contra el cielo. El tipo de terminación categórica es ahora normal, pero entonces no".

"El ritmo de los balcones macizos e iguales del edificio Lapido produce una repetición poderosa y serena hacia la altura. Aubriot, según sus declaraciones, vaciló frente a la cantidad de sistemas de formas que ya llegaban de Europa en las revistas y resolvió, ante el desconcierto, inclinarse hacia soluciones de filiación holandesa, que le parecían más amables y refinadas." (p. 19)

El arquitecto Juan Aubriot adopta, a partir de un detallado estudio del contexto, el tipo extrovertido en altura, en esquina.

Organiza el edificio en distintos volúmenes, escalona las alturas, maneja un cuidadoso equilibrio de horizontales y verticales y lo corona con diferentes dispositivos formales.

El Edificio Lapido constituye una renovación arquitectónica pero, simultáneamente, es un claro ejemplo de asimilación conceptual, que atiende y enriquece las calidades espaciales de la ciudad existente.

El Palacio Lapido en 1936.

Este edificio presenta una inserción urbana que resuelve tanto su carácter de esquina elevada (ciertamente más notable en la época de su construcción), como su transición hacia las edificaciones de menos altura sobre la calle Río Branco, fraccionando su masa en cuerpos menores que alcanzan la escala de las construcciones linderas. El programa a resolver era complejo: sede de un periódico, auditorio (allí funcionó por años el Cine York), conjunto de apartamentos y galería comercial para dar significación a los accesos a estas variadas actividades.
Los autores manifestaron un gran ingenio organizativo para articular necesidades diferenciadas obteniendo de las mismas el máximo de sus posibilidades de relación con la ciudad y entre sí.
En lo técnico apreciamos un uso desenvuelto del hormigón armado, una 'planta técnica' que resuelve la transición entre las plantas inferiores y las residenciales repetitivas.
El interior del edificio demuestra un cuidadoso y coherente estudio de todos los detalles, desarrollados con originalidad e impecable realización artesanal.
En cuanto a su forma de trabajo, el Arq. J. Aubriot decía: «Mis proyectos surgían por un lado como una lucha personal y por otro como una manifestación de una comunidad de estudiantes y arquitectos que sin ningún tipo de imposición, teníamos conciencia que se estaba dando un cambio grande en arquitectura y que los planteos académicos no funcionaban más». Agregando luego: «...el trabajo en equipo es fundamental, uno no sabe lo que lleva adentro cuando se encierra en sí mismo. Pero cuando se trabaja en equipo, se abren las puertas y surgen una montaña de cosas que no se sabía que estaban allí. Se produce mucho mejor y uno se desarrolla mejor. Solamente Dios, lo digo aunque no soy creyente, puede resolver todo por sí mismo. Pero nosotros no somos Dios, somos de la tierra y tenemos que sudar todos juntos».